# Selbstwehr
Die Selbstwehr (în traducere „Autoapărarea”) a fost o revistă sionistă de limba germană ce a fost publicată la Praga din 1907 până la sfârșitul anului 1938.
Săptămânalul evreiesc, fondat în 1907 de Franz Steiner, a fost conceput ca un răspuns la săptămânalul evreiesc în limba cehă Rozvoj (în traducere „Progresul” sau „Dezvoltarea”; care a apărut în perioada 1894–1932).
Numele și programul revistei au fost inspirate de scrierile lui Leo Pinsker și Nathan Birnbaum. Revista a fost apropiată de Asociația Studenților Sioniști Bar Kochba, care era condusă în acea vreme de Hugo Bergman. Casa editorială a revistei, Selbstwehr-Verlag, a publicat anual un almanah evreiesc intitulat Jüdischer Almanach.
Redactorul revistei a fost în perioada 1913–1917 Siegmund Kaznelson, care a fost urmat, după un dezacord editorial, de Nelly Thieberger. Revista Selbstwehr a fost condusă din 1919 până în 1938 de Felix Weltsch, filosoful și prietenul apropiat al lui Max Brod și Franz Kafka, care au fost autori de articole și cititori avizi ai revistei. Kafka a fost abonat al ziarului în ultimii săi ani de viață și s-a referit la acest ziar în jurnal și scrisori mai mult decât la orice alt ziar sau revistă. În perioada septembrie 1915 – septembrie 1921 Kafka a publicat patru povestiri în Selbstwehr: „Vor dem Gesetz” („În fața legii”, 1915), „Eine kaiserliche Botschaft” („Un mesaj imperial”) și „Die Sorge des Hausvaters” (1919) și „Ein altes Blatt” (1921), la care se poate adăuga povestirea „Ein Traum” („Un vis”), publicată în decembrie 1916 în antologia colectivă Das jüdische Prag publicată de editorii săptămânalului. Ziarul a găzduit, de asemenea, critici literare ale operei lui Kafka scrise de Max Brod și Felix Weltsch.
În această perioadă, săptămânalul Selbstwehr a fost cea mai importantă foaie sionistă publicată în Cehoslovacia până la sfârșitul anului 1938, când a fost interzisă, și la scurt timp după aceea a trebuit să-și înceteze activitatea editorială.
La mijlocul anilor 1930 Esriel Carlebach a scris periodic editorialul Tagebuch der Woche.